# Station Steinkjer
Station Steinkjer is een spoorwegstation in Steinkjer, de hoofdstad van de Noorse fylke Trøndelag. Het stationsgebouw uit 1905 is ontworpen door Paul Due. Steinkjer ligt aan Nordlandsbanen. Naast doorgaande treinen naar Bodø, stoppen er ook stoptreinen van de lijn Lerkendal - Trondheim-S - Steinkjer.